# Villamoratiel de las Matas
Villamoratiel de las Matas é um município da Espanha na província de León, comunidade autónoma de Castela e Leão, de área 37,37 km² com população de 181 habitantes (2004) e densidade populacional de 4,84 hab/km².[carece de fontes?]

## Demografia
| Variação demográfica do município entre 1991 e 2004 | Variação demográfica do município entre 1991 e 2004 | Variação demográfica do município entre 1991 e 2004 | Variação demográfica do município entre 1991 e 2004 |
| --------------------------------------------------- | --------------------------------------------------- | --------------------------------------------------- | --------------------------------------------------- |
| 1991                                                | 1996                                                | 2001                                                | 2004                                                |
| 247                                                 | 201                                                 | 193                                                 | 181                                                 |